# Palisades (groupe)
Pour les articles homonymes, voir Palisades.
Palisades est un groupe américain de post-hardcore, originaire d'Iselin, dans le New Jersey, actif entre 2008 et 2023.

## Histoire
Formé en 2011 à Iselin, dans le New Jersey, le groupe est composé de Louis Miceli (chant), Matt Marshall (guitare électrique), Xavier Adames (guitare électrique, chant), Earl Halasan (guitare électrique, samples), Brandon Elgar (basse électrique) et Aaron Rosa (batterie).
Rise Records signe officiellement le groupe le 20 décembre 2011. Avant d'obtenir un contrat d'enregistrement, le groupe sort trois singles qui apparaissent sur le futur EP I'm Not Dying Today. Ceux-ci reçoivent un tel accueil sur Internet que le label décide de signer avec les musiciens. L'EP sort en janvier 2012.
La première tournée du groupe a lieu entre février et mars 2012. Lors de la tournée The Revived, le groupe parcourt les États-Unis avec Us, From Outside (aujourd'hui Chasing Safety), A Faylene Sky et Send the Messenger. En avril, le groupe joue son premier festival, suivi en mai par la tournée Rise Records où le groupe fait la première partie de Hands Like Houses, The Air I Breathe et My Ticket Home. Un mois plus tard, le groupe fait la première partie de Set It Off, Our Last Night et Crown the Empire. En septembre et octobre, le groupe fait deux autres tournées de concerts à travers les États-Unis et le Canada. À cette occasion, Palisades assure la première partie de For All Those Sleeping, Upon This Dawning et Abandon All Ships,.
L'année 2013 commence pour le groupe par une tournée de concerts aux États-Unis avec I See Stars, Get Scared, Upon This Dawning et For All Those Sleeping, suivie en avril par la tournée Rise Records 2013, au cours de laquelle le groupe joue Like Moths to Flames, Crown the Empire, My Ticket Home et The Color Morale. On apprend également que Palisades travaillait sur son premier album, qui devait sortir le 21 mai 2013.
L'album sort le jour en question et est présenté en avant-première sur Alternative Press. L'album se classe dans les Heatseekers Charts, les Hard Rock Album Charts et les Independent Charts - tous établis par le magazine Billboard. Deux autres tournées suivent en mai et juin, au cours desquelles le groupe fait la première partie de The Almost et Crown the Empire,. En octobre et novembre, le groupe fait une autre tournée de concerts, cette fois en première partie de The Word Alive et I See Stars. Le groupe joue en première partie de Dream On, Dreamer d'Australie et du groupe canadien Silverstein. Les concerts ont lieu en Allemagne, en Suède, aux Pays-Bas, en Belgique, en Suisse, en Autriche et au Royaume-Uni.
En janvier et février 2014, le groupe fait une tournée aux États-Unis avec Famous Last Words et Tear Out the Heart dans le cadre du Ride or Die Tour Le 29 juillet 2014, le groupe sort Another Techno Jawn, un EP de remixes sur lequel ils ont été rejoints par des DJ très divers, comme DJ Scout de Issues et Andrew Oliver de I See Stars. Entre juillet et août 2014, le groupe fait une tournée aux États-Unis dans le cadre du Allstars Tour avec Slaves, The Acacia Strain, Sworn In et Like Moths to Flames, suivie en octobre d'une autre tournée nord-américaine avec For the Fallen Dreams et Capture the Crown, qui se termine début novembre. 
Le 1er décembre 2021, Palisades annonce le départ de Lou Miceli Jr., et que Brandon Elgar deviendra le chanteur principal du groupe. Le 6 décembre 2021, le groupe sort My Consequences, son premier single avec Elgar comme seul chanteur principal. Le 11 mars 2022, le groupe sort le single Better, et annonce son cinquième album, Reaching Hypercritical, qui sort le 22 juillet 2022. Le 27 octobre 2022, le groupe annonce via son compte Twitter que le chanteur Brandon Elgar choisit de quitter le groupe, les conduisant à se retirer de leur prochaine tournée avec Secrets. Le 11 janvier 2023, le groupe confirme officiellement qu'il se séparera après un dernier concert, prévu le 25 février 2023. Ils annoncent également qu'ils seraient rejoints par l'ancien chanteur Lou Miceli et le claviériste Earl Halasan pour ce concert. 

## Discographie

### Albums studio
- 2013 : Outcasts (Rise Records)
- 2015 : Mind Games (Rise Records)
- 2017 : Palisades (Rise Records)
- 2018 : Erase the Pain (Rise Records)
- 2022 : Reaching Hypercritical (Rise Records)

### EP
- 2012 : I’m Not Dying Today (Rise Records)
- 2014 : Another Techno Jawn (Rise Records)